# قلعه دختر (قلعه گنج)
قلعه دختر روستایی در دهستان سرخ قلعه در بخش مرکزی شهرستان قلعه‌گنج در استان کرمان ایران است. قلعه دختر ۱۱۹ نفر جمعیت دارد.